# Frigidopyrenia
Frigidopyrenia är ett släkte av svampar. Enligt Catalogue of Life ingår Frigidopyrenia i familjen Xanthopyreniaceae, ordningen Pyrenulales, klassen Eurotiomycetes, divisionen sporsäcksvampar och riket svampar, men enligt Dyntaxa är tillhörigheten istället familjen Xanthopyreniaceae, divisionen sporsäcksvampar och riket svampar.
|                | Collemopsidium                             |
|                |                                            |
| Frigidopyrenia | \| \| Frigidopyrenia bryospila \| \| \| \| |
|                | \| \| Frigidopyrenia bryospila \| \| \| \| |
|                | Pyrenocollema                              |
|                |                                            |
|                | Frigidopyrenia bryospila                   |
|                |                                            |

|  | Frigidopyrenia bryospila |
|  |                          |